# Мірошниченко Ігор Якимович
Мірошниченко Ігор Якимович (нар. 13 серпня 1964, Харків) — український актор, режисер. Лауреат премії імені Івана Марьяненка (2004). Лауреат V Всеукраїнського фестивалю «Золота Хортиця» (2015). Заслужений артист України (2015).

## Біографія
Мірошніченко Ігор Якимович народився 13 серпня 1964 року у Харкові. У 1985 році закінчив Харківський державний інститут культури (викл. В. Кокурін). Упродовж 1985—1986 років працював у Рівненському театрі ляльок. Від 1986 ― актор та режисер у Харківському театрі ляльок ім. В. Афанасьєва.
Пізніше навчався у Харківському інституті мистецтв, отримав спеціальність «режисер театру ляльок» у 2007 році (майстерня О. О. Інюточкіна).
Від 2000 року — режисер новорічних вистав за власним сценарієм.
Мірошніченко є постійним учасником театральних фестивалів: міжнародного фестивалю театрів ляльок «Різдвяні містерії» (Луцьк, 1986), I міжнародного фестивалю театрів ляльок (Будапешт, Угорщина, 1993), міжнародного фестивалю театрів ляльок «Літо в Дьйорі» (Дьйор, Угорщина, 1995), міжнародного фестивалю театрального мистецтва імені Михайла Булгакова (Київ, 2004), міжнародного фестивалю театрів ляльок та інших форм театру анімації «АНІМА» (Харків, 2007). Крім того також є актором Харківського театру «Нова сцена».

## Основні ролі
- Комедіант («Казки Андерсена» В. Данилевича),
- Учень феї («Попелюшка» Н. Бурої),
- Дідусь («Веселі ведмежата» М. Поливанової),
- Скоморох («Лівша» Є. Зам'ятіна),
- Людвіг («Тутта Карлсон перемагає» Я. Екхольм),
- Опудало («Лелеченя і Опудало» за Л. Лопейською, Т. Крчуловою),
- Маска («Кохання дона Перлімпліна» Ф. Ґарсіа Лорки),
- Вчений («Тінь» Є. Шварца),
- Майстер, Воланд («Майстер і Маргарита» за М. Булгаковим),
- Полковник Пікерінґ («Моя чарівна леді» за Б. Шоу).

## Основні вистави
- «Гуси-лебеді» (2005),
- «Казка про трьох поросят» І. Дубровської,
- «Снігова королева» за Г.-К. Андерсеном (обидві — 2006).

## Ролі в кіно
- Сергій Іванович (головна роль) — «Ось Axis», Україна, короткометражний, 2011),
- «Новорічна інтермедія», короткометражний, 2011.
- Батько Марата («Під електричними хмарами», 2015),